# Nyctemera transiens
Nyctemera transiens là một loài bướm đêm thuộc phân họ Arctiinae, họ Erebidae.